# Vivan Sundaram
Vivan Sundaram (28. května 1943 – 29. března 2023) byl indický současný umělec a fotograf. Jeho rodiči byli Kalyan Sundaram, předseda právní komise Indie v letech 1968 až 1971, a Indira Sher-Gil, sestra známé indické moderní umělkyně Amrity Šer-Gilové. Byl ženatý s historičkou umění a kritičkou Geetou Kapurovou.

## Životopis
Sundaram studoval na The Doon School, Fakultě výtvarných umění, na Barodské univerzitě maharadži Sayajiraoa a na Slade School of London. V Londýně se seznámil s britsko-americkým malířem R. B. Kitajem, u kterého nějakou dobu studoval.

## Dílo

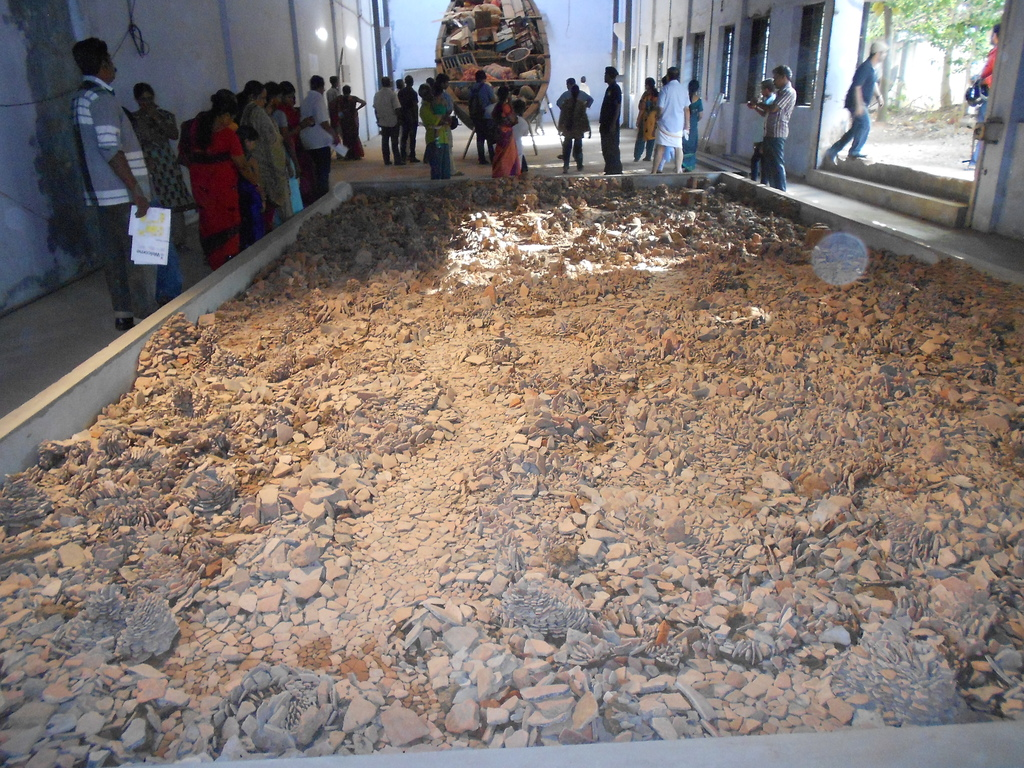
Lidé sledující instalaci s názvem Black Gold vytvořenou Vivanem pro Kochi-Musris Binale

Sundaram pracoval v mnoha různých médiích, včetně malby, sochařství, grafiky, fotografie, instalace a videoartu, a jeho práce je politicky uvědomělá a vysoce intertextuální povahy. Jeho práce v osmdesátých letech ukázaly tendenci k obrazovým reprezentacím, a zabýval se problémy identity. Jeho díla neustále odkazují na sociální problémy, populární kulturu, problémy vnímání, paměti a historie. Byl jedním z prvních indických umělců, kteří pracovali s instalací. Jeho nejnovější instalace a videa často odkazují na jeho umělecké vlivy, mezi ně patří dadaismus, surrealismus, ale i novější Fluxus a díla Josepha Beuyse.
Re-take of 'Amrita' je série černobílých digitálních fotomontáží založených na archivních fotografiích z rodiny Sher-Gil. Původním fotografem byl Sundaramův dědeček Umrao Singh. Sundaram překonfiguroval fotografie a přetvořil rodinu do nových rolí a převyprávěl rodinnou historii.